# Zeeleeuwen
De zeeleeuwen vormen een groep (meestal beschouwd als onderfamilie, Otariinae) van zeeroofdieren uit de familie der oorrobben (Otariidae).

## Kenmerken
De zeeleeuwen splitsten zo'n 3 miljoen jaar geleden af van de zeeberen. De zeeleeuwen zijn over het algemeen groter dan de zeeberen, hebben een stompere snuit en kleinere flippers. Het belangrijkste verschil tussen de twee groepen is de ondervacht, die bij de zeeleeuwen ontbreekt.

## Verspreiding
De zeeleeuwen komen voor in de gematigde en subpolaire kuststreken van de Grote Oceaan, de Atlantische kust van Argentinië tot Zuid-Brazilië, en het zuiden van Australië en Nieuw-Zeeland.

## De naam zeeleeuw
De mannetjes van enkele soorten zeeleeuwen hebben ook manen, bijvoorbeeld de manenrob. De naam "zeeleeuw" verwijst dan ook waarschijnlijk naar de manen van deze dieren. Als de vacht nat is, zijn de manen echter niet zichtbaar. Bij een droge vacht gaan de haren uit elkaar staan en worden de manen zichtbaar.

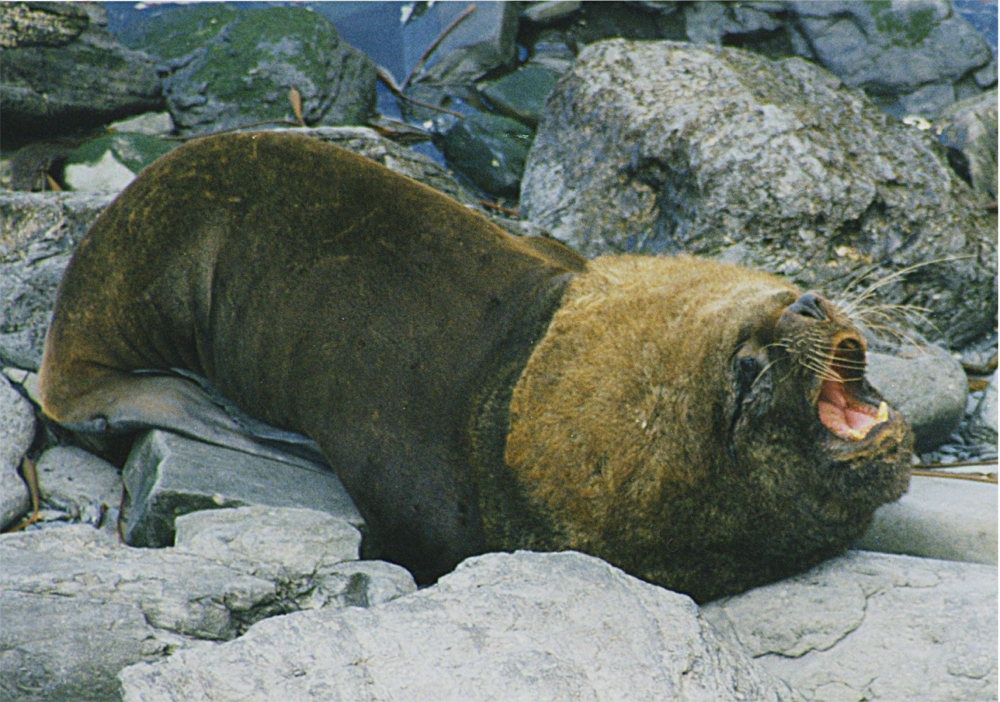
Een mannelijke manenrob op de Falklandeilanden (Otaria flavescens)
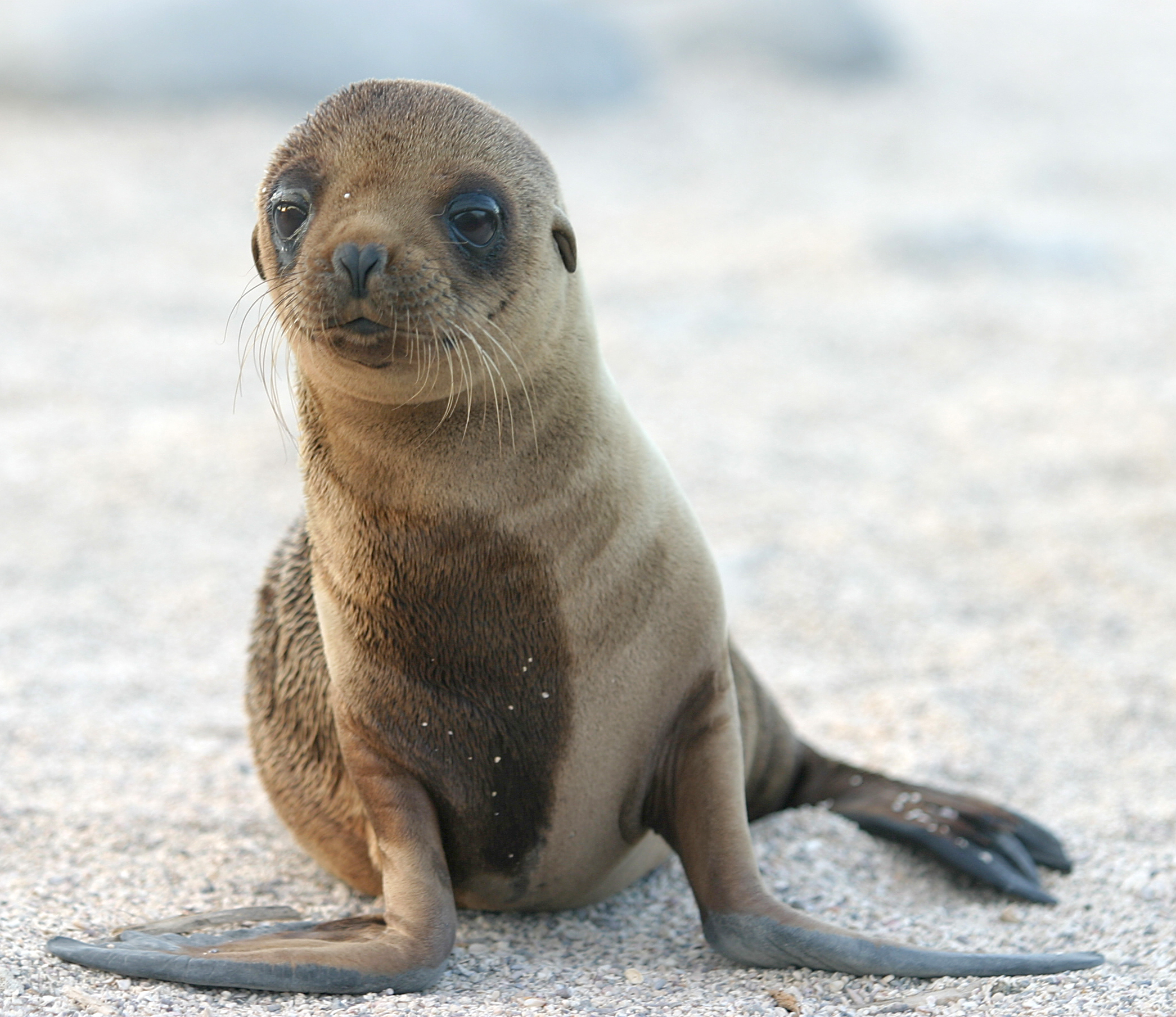
Zeeleeuwjong op de Galápagos (Zalophus wollebaeki)

## Geslachten
De geslachten zijn vrij nauw aan elkaar verwant; zo is er een hybride bekend van een Californische zeeleeuw (Zalophus californianus) en een manenrob (Otaria flavescens).
Er zijn vijf tot zeven soorten in vijf geslachten. De noordelijke zeebeer (Callorhinus ursinus) wordt door sommige wetenschappers ook tot de Otariinae gerekend, terwijl andere wetenschappers hem tot de zeeberen (Arctocephalinae), de andere onderfamilie binnen de oorrobben, rekenen.
- Onderfamilie Otariinae (Zeeleeuwen)
  - Geslacht Otaria
    - Manenrob (Otaria flavescens)

  - Geslacht Eumetopias
    - Stellerzeeleeuw (Eumetopias jubatus)

  - Geslacht Neophoca
    - Australische zeeleeuw (Neophoca cinerea)
    - Neophoca palatina†

  - Geslacht Phocarctos
    - Nieuw-Zeelandse zeeleeuw (Phocarctos hookeri)

  - Geslacht Zalophus
    - Californische zeeleeuw (Zalophus californianus)
      - Californische zeeleeuw (Zalophus (californianus) californianus)
      - Japanse zeeleeuw (Zalophus (californianus) japonicus)
      - Galápagoszeeleeuw (Zalophus (californianus) wollebaeki)